# Çalapverdi
Çalapverdi ist ein Ort in Mittelanatolien in der Provinz Yozgat mit circa 1200 Einwohnern. Er gehört zum Landkreis Boğazlıyan. Die Region ist seit hethitischer Zeit besiedelt. Im Gebiet der Kommune liegt der Siedlungshügel Kaletepe. Lebensgrundlage der Bewohner sind Ackerbau und Viehzucht. Es werden hauptsächlich Zuckerrüben und Getreide angebaut. Der Ort besitzt eine Grundschule, eine Gesundheitsstation und drei Moscheen. Die nächsten größeren Orte sind Kayseri (65 km) und Yozgat (100 km).